# Кочергін Ігор Олександрович
І́гор Олекса́ндрович Кочергі́н (*28 вересня 1975, Дніпропетровськ) — український історик, краєзнавець, голова Дніпропетровської обласної організації Національної спілки краєзнавців України (з жовтня 2008 р.), доктор історичних наук, доцент.

## Освіта
- 1994 — закінчив Дніпропетровський радіоприладобудівельний коледж.

- 1999 — закінчив історичний факультет Дніпропетровського національного університету.

## Кар'єра
З серпня 1999 р. по травень 2006 р. працював у різних школах м. Дніпропетровська: СШ № 147, школі ім. Рерихів, СШ № 14 «Лінгва», СШ «Європейська гімназія». Викладав англійську мову, історію та правознавство.
З жовтня 2008 р. працює в Міському юридичному ліцеї (м. Дніпропетровськ), викладав курс «Конституційного права України» та «Україна між Сходом і Заходом».
З 2000 по 2003 р. навчався в аспірантурі при кафедрі історії та політичної теорії Національного гірничого університету.
У червні 2003 р. захистив дисертацію на тему: «О. М. Поль і його місце в суспільно-політичному житті та економічному розвитку Півдня України другої половини XIX століття» і здобув ступінь кандидата історичних наук.
З 2003 р. викладач на кафедрі історії та політичної теорії Національного гірничого університету, з 2004 р. на посаді доцента. У 2006 р. здобув вчене звання доцента.
У 2009—2012 рр. докторант кафедри історії та політичної теорії ДВНЗ «Національний гірничий університет».
У грудні 2016 р. захистив докторську дисертацію на тему «Катеринославське дворянство в умовах трансформації соціальних відносин (друга половина ХІХ — початок ХХ ст.)»

## Громадська діяльність
З жовтня 2008 р. голова Дніпропетровської обласної організації Національної спілки краєзнавців України.
З червня 2010 р. секретар «Дніпровського генеалогічного товариства».
У 2012—2017 р. член президії правління Національної спілки краєзнавців України.
З січня 2017 р. член правління Національної спілки краєзнавців України.

## Нагороди
- Почесна грамота Національної академії наук України (2009).
- Подяка Прем'єр-міністра України (2016).

## Публікації
Автор понад 150 наукових публікацій, з посеред яких основними є:
- Кочергін І. О. Олександр Поль: мрії, справи, спадщина. — Дніпропетровськ: Національна гірнича академія, 2002. — 222 с.
- Кочергін І. О. Нариси з історії гірничої справи на Придніпров'ї. — Дніпропетровськ: НГУ, 2005. — 47 с.
- Кочергін І. О. В часи кардинальних змін: Гірничий інститут у міжвоєнний період (1918—1941 рр.) // Історія і сучасність Національного гірничого університету (1899—2009 рр.). — Д.: Ліра, 2009. — С.121-168. (монографія у співавторстві).
- Кочергін І. О. Земське самоврядування Катеринославщини (персонологічний вимір): Монографія. — Д.: Герда, 2011. — 216 с. — (Серія «DNIPROVIANA»)
- Кочергин И. А. Екатеринославское дворянское губернское собрание во второй половине XIX — начале ХХ века / И. А. Кочергин // История формирования и функционирования российских региональных органов управления: коллективная научная монография; [под ред. К. В. Купченко]. — Новосибирск: СибаК, 2013. — С. 8–35. (монографія у співавторстві)
- Кочергін І. О. Соціальна трансформація Катеринославського дворянства (друга половина ХІХ ст. — початок ХХ ст.): монографія / І. О. Кочергін. — Д.: Герда, 2015. — 576 с. (серія «DNIPROVIANA»)